# Tuanku Fauziah
Tengku Fauziah binti Almarhum Tengku Abdul Rashid (Kota Bharu, 6 giugno 1946) è l'attuale Raja Perempuan di Perlis dal 2000 ed è stata Raja Permaisuri Agong della Malaysia dal 2001 al 2006.

## Biografia

### Primi anni di vita
Tuanku Fauziah è nata Kota Bharu il 6 giugno 1946 da Tengku Temenggong Tengku Abdul Rashid ibni AlMarhum Sultan Sulaiman Badrul Alam Shah di Terengganu e Tengku Putri binti Almarhum Sultan Ibrahim Petra di Kelantan. A suo padre fu concesso il titolo di Tengku Temenggong dal Sultano del Kelantan, Ibrahim Petra.
La futura sovrana ha studiato presso la Zainab English School. Durante il periodo scolastico recitava e si dedicava allo sport del netball.
A 17 anni si fidanzò con Tuanku Syed Sirajuddin, che a quel tempo era ancora studente nel Regno Unito. Al fine di prepararsi al suo futuro ruolo di consorte dell'erede al trono e in seguito del sovrano, è stata invitata a stare con la famiglia del suo futuro marito nell'Istana Negara di Kuala Lumpur in quanto i futuri suoceri erano a quel tempo Yang di-Pertuan Agong e Raja Permaisuri Agong di Malesia. Durante il suo soggiorno ha viaggiato più volte nel Kelantan.

### Matrimonio
Il 15 febbraio del 1967, Tuanku Fauziah fu data in sposa a Tuanku Syed Sirajuddin, allora Raja Muda di Perlis. Il suocero l'ha insignita di un'onorificenza in riconoscimento del suo nuovo status. Il 30 aprile del 1968, la principessa fu ufficialmente creata "Duli Yang Teramat Mulia Raja Muda Puan Perlis".
Tuanku Fauziah accompagnò il marito in tutta la sua carriera di giovane ufficiale militare. Tuttavia, due anni dopo, tornò a Perlis quando Tuanku Syed Sirajuddin ha deciso di assumere il suo ruolo ufficiale come principe ereditario dello Stato.

### Regina
Quando il marito, il 12 dicembre 2000, divenne Yang di-Pertuan Agong Tuanku Fauziah assunse il titolo di Raja Permaisuri Agong che mantenne fino allo scadere del mandato del consorte il 12 dicembre 2006.

## Famiglia reale
Tuanku Fauziah è madre di un figlio, Tuanku Syed Faizuddin Putra Jamalullail, Raja Muda di Perlis, e di una figlia, Sharifah Fazira.